# 河底成汤庙
成汤庙，位于山西省晋城市泽州县大东沟镇河底村，是一座古建筑，建于宋至清。
2004年6月10日，授予山西省文物保护单位，编号4-59。2013年3月5日，河底成汤庙升格为第七批全国重点文物保护单位，编号7-0778。